# Trebušna vodenica
Trebušna vodenica ali ascites je bolezensko nabiranje serozne tekočine v trebušni votlini, in sicer se v potrebušnični (peritonealni) votlini nabere več kot 25 ml tekočine. Kaže se lahko z naslednjimi simptomi: povečan obseg trebuha, povečana telesna masa, nelagodje v predelu trebuha, zasoplost. Možni zaplet je spontani bakterijski peritonitis, hematogena okužba ascitesne tekočine, ki se pojavi brez predhodnega lokalnega izvora okužbe.
V razvitem svetu je najpogostejši vzrok trebušne vodenice jetrna ciroza. Pri napredovali jetrni bolezni pride namreč do motenj homeostaze telesnih tekočin, kar se kaže z nabiranjem zunajcelične tekočine v potrebušnični votlini in intersticijskem tkivu. Mehanizem nastanka trebušne vodenice pri jetrni cirozi temelji na povišanju krvnega tlaka v dverni (portalni) jetrni veni (portalna hipertenzija). Drugi možni vzroki so še rak, srčno popuščanje, tuberkuloza, pankreatitis, budd–chiarijev sindrom Diagnoza temelji na telesnem pregledu ter ultrazvočnem ali računalniškotomografskem slikanju. Preiskava tekočine lahko pomaga pri ugotavljanju vzroka. Lahko se opravi transjugularni intrahepatični portosistemski obvod, vendar ga povezujejo z zapleti.
Med ukrepe za zdravljenje običajno spadajo dieta z nizko vsebnostjo natrija, zdravila (kot so diuretiki) in paracenteza (punkcija odvečne tekočine). Lahko se opravi transjugularni intrahepatični portosistemski obvod, vendar ga povezujejo z zapleti. Ukrep je lahko tudi presaditev jeter, s čimer se zdravi vzrok, torej jetrna bolezen.
Pri bolnikih z jetrno cirozo se v desetletnem obdobju po postavitvi diagnoze pri več kot polovici pojavi trebušna vodenica. Med tistimi, pri katerih se trebušna vodenica razvije, je triletno preživetje okoli 50-odstotno.